# Gemeentelijke herindelingsverkiezingen in Nederland 1964
Gemeentelijke herindelingsverkiezingen in Nederland 1964 geeft informatie over tussentijdse verkiezingen voor een gemeenteraad in Nederland die gehouden werden in 1964.
De verkiezingen werden gehouden in negen gemeenten die betrokken waren bij een herindelingsoperatie.

## Verkiezingen op 28 februari 1964
- de gemeenten Breukelen en Ruwiel: opheffing van Ruwiel en toevoeging van het grondgebied aan Breukelen;[2]
- de gemeenten Loenen, Loenersloot en Vreeland: samenvoeging tot een nieuwe gemeente Loenen;[2]
- deze herindeling ging samen met een zodanige wijziging van de grens van de gemeente Kockengen dat in deze gemeente eveneens tussentijdse verkiezingen gehouden werden.[2][3]

Door deze herindelingen daalde het aantal gemeenten in Nederland per 1 april 1964 van 972 naar 969.

## Verkiezingen op 2 juli 1964
- de gemeenten Bunnik, Odijk en Werkhoven: samenvoeging tot een nieuwe gemeente Bunnik.[4]

Door deze herindeling daalde het aantal gemeenten in Nederland per 1 september 1964 van 969 naar 967.